# Puttelange-lès-Thionville
Puttelange-lès-Thionville – miejscowość i gmina we Francji, w regionie Grand Est, w departamencie Mozela.
Według danych na rok 1990 gminę zamieszkiwało 510 osób, a gęstość zaludnienia wynosiła 48 osób/km² (wśród 2335 gmin Lotaryngii Puttelange-lès-Thionville plasuje się na 586. miejscu pod względem liczby ludności, natomiast pod względem powierzchni na miejscu 562.).